# Christian Siegfried von Bassewitz
Christian Siegfried von Bassewitz (* 14. Februar 1755 auf Gut Gneven; † 4. August 1831) war ein dänischer Offizier, zuletzt im Range eines Generalleutnants.

## Leben
Christian Siegfried von Bassewitz aus der Familie Bassewitz war einer von sechs Söhnen des königlich dänischen Kammerjunkers und Mitunterzeichners des mecklenburgischen LGGEV Christian Siegfried von Bassewitz (1708–1759) und der Dorothee Eleonore von Bülow. Er besaß das mecklenburgische Gut Gneven und war verheiratet mit Christiane Kienulf (* 20. Dezember 1780; † 5. November 1860), mit der er zwei Söhne und eine Tochter hatte.
1771 wurde er dänischer Kadett und 1776 Leutnant im „Jütländer Regiment“. 1778 zum Rittmeister befördert, trat er vorübergehend in russische Dienste. 1790 wird er als Offizier des Fünften Regiments der leichten Dragoner genannt. 1803 wurde er Oberstleutnant beim „Sjællandske“ Kavallerie-Regiment. 1808 zum Oberst ernannt, befehligte er kurzfristig das neu geschaffene Regiment „Prinz Friedrich Ferdinand“. Nach ebenfalls kurzem Kommando des Regiments „Schleswig“, kehrte er Ende 1809, inzwischen Generalmajor, zum „Sjællandske“ Kavallerie-Regiment als deren Chef zurück und hielt dieses Amt bis 1829. Zum Generalleutnant befördert, kommandierte er zwischen 1813 und 1814 die Reiterbrigade der 2. Armeedivision. Seit 1824 trug er das Großkreuz des Dannebrogordens.